# نورمان هدسون
نورمان هدسون (بالإنجليزية: Norman Hudson)‏ هو ناشر بريطاني، ولد في 1945.